# جدجد ثنائي اللون
جدجد ثنائي اللون (الاسم العلمي: Gryllus bicolor) هو نوع من الحشرات يتبع جنس الجدجد من فصيلة الجداجد الحقيقية.